# 5 Herculis
5 Herculis (r Herculis) é uma estrela na direção da Hercules. Possui uma ascensão reta de 16h 01m 14.35s e uma declinação de +17° 49′ 04.9″. Sua magnitude aparente é igual a 5.10. Considerando sua distância de 308 anos-luz em relação à Terra, sua magnitude absoluta é igual a 0.22. Pertence à classe espectral G8III.